# Los Angeles Dodgers
El Los Angeles Dodgers és un club professional de beisbol estatunidenc de la ciutat de Los Angeles que disputa l'MLB.

## Palmarès
- Campionats de l'American Association (1): 1889
- Campionats de l'MLB (8): 2024, 2020, 1988, 1981, 1965, 1963, 1959, 1955
- Campionats de la Lliga Nacional (22): 2017, 1988, 1981, 1978, 1977, 1974, 1966, 1965, 1963, 1959, 1956, 1955, 1953, 1952, 1949, 1947, 1941, 1920, 1916, 1900, 1899, 1890
- Campionats de la Divisió Oest (10): 2008, 2004, 1995, 1988, 1985, 1983, 1981, 1978, 1977, 1974

## Evolució de la franquícia
- Los Angeles Dodgers (1958–present)
- Brooklyn Dodgers (1932-1957)
- Brooklyn Robins (1914-1931)
- Brooklyn Dodgers (1913)
- Brooklyn Trolley Dodgers (1911-1912)
- Brooklyn Superbas (1899-1910)
- Brooklyn Grooms (1891-1895)
- Brooklyn Bridegrooms (1888-1890), (1896-1898)
- Brooklyn Grays (1885-1887)
- Brooklyn Atlantics (1883-1884)

## Colors
Blau, blanc i vermell.

## Estadis
- Dodger Stadium (1962-present)
- Los Angeles Memorial Coliseum (1958-1961)
- Ebbets Field (Brooklyn) (1913-1957)
- Washington Park (II) (Brooklyn) (1898-1912)
- Eastern Park (Brooklyn) (1891-1897)
- Ridgewood Park (Brooklyn) - només diumenges (1886-1889)
- Washington Park (I) (Brooklyn) (1884-1890) |

## Números retirats
- Pee Wee Reese 1
- Tommy Lasorda 2
- Duke Snider 4
- Jim Gilliam 19
- Don Sutton 20
- Walter Alston 24
- Sandy Koufax 32
- Roy Campanella 39
- Jackie Robinson 42
- Don Drysdale 53